# Herbert Klemm
Herbert Klemm (Lipsia, 15 maggio 1903 – Starnberg, 4 luglio 1963) è stato un avvocato tedesco e segretario di Stato presso il Ministero della Giustizia del Reich nazista (RJM).

## Biografia
Dopo gli studi in giurisprudenza, superò l'esame di stato nel 1929 e lavorò per la procura di Dresda fino al 1933. Nel gennaio 1931 entrò a far parte del NSDAP (numero di iscrizione 405.576) e nel giugno 1933 della SA. Nelle SA conseguì il grado di Oberführer. Inizialmente fu l'ufficiale di collegamento tra le SA e il ministro della Giustizia sassone, e dal 1935 ricoprì lo stesso ruolo tra il capo di stato maggiore delle SA e il ministro della Giustizia del Reich.
Dal marzo 1933 al marzo 1935 fu assistente personale e aiutante del ministro della Giustizia Otto Thierack. Fu poi impiegato nel RJM e nell'aprile 1939 raggiunse la carica di Consigliere Ministeriale. Dal luglio 1940, Klemm fu assunto dal Commissario Generale per l'Amministrazione e la Giustizia Friedrich Wimmer a capo del gruppo giudiziario nei Paesi Bassi occupati. Nel marzo 1941 fu trasferito nello staff di Martin Bormann, che in seguito divenne la cancelleria del partito, alle dipendenze di Gerhard Klopfer. Dal gennaio 1944 fino alla fine della guerra fu Segretario di Stato nella RJM come successore di Curt Rothenberger e dal settembre 1944 ricoprì anche la carica di vice capo dell'Associazione Nazionalsocialista degli Avvocati, a cui apparteneva dal 1933.
Dal 5 maggio 1945 fu Ministro della Giustizia del Reich nel gabinetto di Schwerin von Krosigk, che formò il governo esecutivo del Reich fino alla resa della Wehrmacht e fu arrestato il 23 maggio 1945.
Il 14 dicembre 1947 fu condannato all'ergastolo nel processo ai giudici da un tribunale militare americano. Nel processo fu considerato:
- il generale rigetto delle richieste di clemenza per le condanne a morte contro i prigionieri di Francia, Belgio e Paesi Bassi con i decreti Nacht und Nebel;
- la sua conoscenza e il suo controllo delle norme legali con cui "l'applicazione del diritto penale minorile tedesco veniva negata a polacchi, ebrei e zingari";[5]
- la partecipazione all'incitamento al linciaggio degli aviatori alleati;
- la responsabilità dell'evacuazione della prigione di Sonnenburg, durante la quale oltre 800 prigionieri furono fucilati dalla Gestapo.[6]

Il 14 febbraio 1957 fu scarcerato di Landsberg e si stabilì a Essen-Bredeney. Nell'aprile del 1957 si trasferì da Essen a Starnberg, non si sa nulla del resto della sua vita dopo l'agosto 1961.